# Joan Fuster

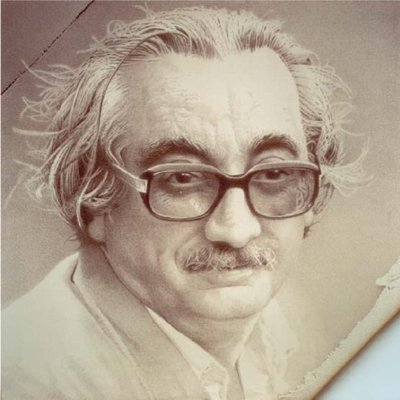
Joan Fuster (1984)

Joan Fuster i Ortells (ur. 23 listopada 1922 w Sueca, Walencja (prowincja), zm. 21 czerwca 1992 w Sueca) - walencki pisarz piszący w języku katalońskim.

## Dzieła

### Eseje
- Antología del surrealismo español. Alacant, Verbo, 1952.
- La poesia catalana fins a la Renaixença. Mèxic, Edicions Catalanes de Mèxic, 1954.
- Pàgines escollides de sant Vicent Ferrer. Barcelona, Barcino, 1955.
- El descrèdit de la realitat. Ciutat de Mallorca, Moll, 1955.
- Antologia de la poesia valenciana. Barcelona, Selecta, 1956.
- La poesia catalana. Ciutat de Mallorca, Moll, 1956. 2 vol.
- Les originalitats. Barcelona, Barcino, 1956.
- El món literari de sor Isabel de Villena. València, Lo Rat Penat, 1957.
- Figures de temps. Barcelona, Selecta, 1957.
- Indagacions possibles. Palma de Mallorca, Moll, 1958.
- Recull de contes valencians. Barcelona, Albertí, 1958.
- Ausiàs March. Antologia poètica. Barcelona, Selecta, 1959.
- Un món per a infants. València, 1959.
- Judicis finals. Ciutat de Mallorca, Moll, 1960.
- Joan Serrallonga. Vida i mite del famós bandoler. Barcelona, Aedos, 1961.
- Valencia. Madrid, Dirección General de Turismo, 1961.
- Nosaltres, els valencians. Barcelona, Edicions 62, 1962.
- El País Valenciano. Barcelona, Destino, 1962.
- Poetes, moriscos i capellans. València, L'Estel, 1962.
- Qüestió de noms. Barcelona, Aportació Catalana, 1962.
- El bandolerisme català II. La llegenda. Barcelona, Aymà, 1963.
- Raimon. Barcelona, Alcides, 1964.
- Diccionari per a ociosos. Barcelona, A. C., 1964.
- Alicante y la Costa Blanca. Barcelona, Planeta, 1965.
- Causar-se d'esperar. Barcelona, A. C., 1965.
- Combustible per a falles. València, Garbí, 1967.
- L'home, mesura de totes les coses. Barcelona, Edicions 62, 1967.
- Consells, proverbis i insolències. Barcelona, A. C., 1968.
- Examen de consciència. Barcelona, Edicions 62, 1968.
- Heretgies, revoltes i sermons. Barcelona, Selecta, 1968.
- Obres completes I. Llengua, literatura, història. Barcelona, Edicions 62, 1968.
- Abans que el sol no creme. Barcelona, La Galera, 1969.
- Obres completes II. Diari 1952-1960. Barcelona, Edicions 62, 1969.
- "Hi ha més catalans encara", fascicle de Dolça Catalunya. Barcelona, Mateu, 1969.
- L'Albufera de València. Barcelona, Les Edicions de la Rosa Vera, 1970.
- Obres completes III. Viatge pel País Valencià. Barcelona, Edicions 62, 1971.
- Babels i babilònies. Ciutat de Mallorca, Moll, 1972.
- Literatura catalana contemporània. Barcelona, Curial, 1972.
- Rebeldes y heterodoxos. Esplugues de Llobregat, Ariel, 1972.
- Contra Unamuno y los demás. Barcelona, Península, 1975.
- Obres completes IV. Assaigs. Barcelona, Edicions 62, 1975.
- La Decadència al País Valencià. Barcelona, Curial, 1976.
- Un país sense política. Barcelona, La Magrana, 1976.
- El blau en la senyera. València, Tres i Quatre, 1977.
- Contra el noucentisme. Barcelona, Crítica, 1977.
- Obres completes V. Literatura i llegenda. Barcelona, Edicions 62.
- Destinat (sobretot) a valencians. València, Tres i Quatre, 1979.
- Notes d'un desficiós. València, Almudín, 1980.
- Ara o mai. València, Tres i Quatre, 1981.
- Indagacions i propostes. Barcelona, Edicions 62 i la Caixa, 1981.
- País Valencià, per què?. València, Tres i Quatre, 1982.
- Veure el País Valencià. Barcelona, Destino, 1983.
- Cultura nacional i cultures regionals dins els Països Catalans. Barcelona, Departament de Cultura de la Generalitat de Catalunya, 1983.
- Sagitari. València, Diputació de València, 1984.
- Pamflets polítics. Barcelona, Empúries, 1985.
- Punts de meditació (Dubtes de la "Transición"). València, Tres i Quatre, 1985.
- Llibres i problemes del Renaixement. Barcelona, Publicacions de l'Abadia de Montserrat, 1989.
- Textos d'exili. València, Generalitat Valenciana, 1991.
- Obres completes VI. Assaigs 2. Barcelona, Edicions 62, 1991.

### Poezja
- Sobre Narcís. València, Torre, 1948.
- 3 poemes. Alacant, Verbo, 1949.
- Ales o mans. València, Editorial Torre, 1949.
- Va morir tan bella. València, 1951.
- Terra en la boca. Barcelona, Barcino, 1953.
- Escrit per al silenci. València, Institució Alfons el Magnànim, 1954.
- Set llibres de versos. València, Tres i Quatre, 1987.